# العيساوية شرق
قرية العيساوية شرق هي إحدى القرى التابعة لمركز أخميم بمحافظة سوهاج في جمهورية مصر العربية. حسب إحصاءات سنة 2006، بلغ إجمالي السكان في العيساوية شرق 7331 نسمة، منهم 3680 رجل و3651 امرأة.